# Gylsjön
Gylsjön är en mycket liten sjö (göl) i Ljungby kommun i Småland och ingår i Helge ås huvudavrinningsområde. Den avvattnas norrut till Enasjön via en bäck genom byn Issjöa.